# سنبل آسمانی
سنبل آسمانی (نام علمی: hyacinthus transcaspicus) یکی از گونه‌های سردهٔ سنبل است. ارتفاع گیاه ۸ سانتی‌متر است. برگ‌ها باریک و به عرض ۱۵ میلی‌متر است. گل‌های پررنگی به طول حدود ۱۵ میلی‌متر دارد با قطعات گلپوش راست که این گونه را از سنبل طوسی متمایز می‌کند. گل‌های آن معمولاً در کنار برف‌های در حال ذوب ظاهر شده و در قسمت‌های شرقی البرز و کوه‌های خراسان می‌روید. فصل گلدهی اردیبهشت تا خرداد ماه است.
تیرهٔ سنبل دارای ۳ گونه است که ۲ گونهٔ آن در ایران دیده می‌شود. منشأ تمامی سنبل‌های متداول باغبانی که ممکن است به رنگ‌های آبی، صورتی، زرد یا سفید دیده شوند، سنبل اورینتالیس (نام علمی: hyacinthus orientalis) است که اصل آن از ترکیه به دست آمده‌است. گونهٔ دیگر سنبل که در ایران یافت می‌شود، سنبل طوسی (نام علمی: hyacinthus litwinowii) است.